# Lea van Rome

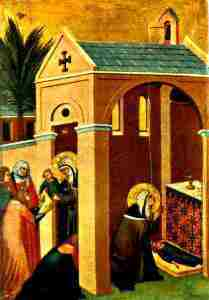
Lea van Rome

Lea van Rome (Rome, ? - Ostia, 22 maart 384) was een rijke weduwe en volgelinge van Hiëronymus van Stridon.
Lea verloor op vrij jonge leeftijd haar man, een rijke Romein. Ze voegde zich bij de ascetische kring van rijke en adellijke dames rondom de kerkleraar en priester Hiëronymus van Stridon. Ze was van plan hem met een aantal andere vrouwen te vergezellen naar Bethlehem om daar het leven van een kluizenares te leiden, maar ze overleed in de havenstad Ostia. Hiëronymus schreef haar necrologie, die zich heden in de Vaticaanse bibliotheek bevindt. Ze wordt de moeder der maagden en de patrones der weduwen genoemd.
Haar feestdag is op 22 maart.